# لوكيميا حادة
اللوكيميا الحادة أو الابيضاض الحاد هي مجموعة من الحالات الطبية الخطرة المتعلقة بالتشخيص الأصلي للوكيميا. من أشكال اللوكيميا الحادة:
- لوكيميا نخاعية حادة
- لوكيميا الأرومة اللمفاوية الحادة
- لمفوما/ابيضاض الدم تائي الخلايا في البالغين